# Sidi M'hamed Ben Ali
Sidi M'hamed Ben Ali là một đô thị thuộc tỉnh Relizane, Algérie. Dân số thời điểm năm 2002 là 17.072 người.